# Associazione Calcio Siena 1992-1993
Questa voce raccoglie le informazioni riguardanti l'Associazione Calcio Siena nelle competizioni ufficiali della stagione 1992-1993.

## Stagione
Nella stagione 1992-93 il Siena ha disputato il girone A del campionato di Serie C1, piazzandosi al penultimo posto in classifica con solo 24 punti e retrocedendo in Serie C2 con il Carpi, ultimo con 22 punti.

## Rosa
| N. |                   | Ruolo | Calciatore          |
| -- | ----------------- | ----- | ------------------- |
|    | Italia (bandiera) | D     | Vincenzo Attrice    |
|    | Italia (bandiera) | A     | Matteo Baiocchi     |
|    | Italia (bandiera) | D     | Davide Baronio      |
|    | Italia (bandiera) | C     | Giacomo Callegari   |
|    | Italia (bandiera) | A     | Guido Carboni       |
|    | Italia (bandiera) | D     | Alessandro Chiodini |
|    | Italia (bandiera) | A     | Guglielmo Coppola   |
|    | Italia (bandiera) | D     | Michele Cinelli     |
|    | Italia (bandiera) | C     | Riccardo Cini       |
|    | Italia (bandiera) | D     | Stefano Daniel      |
|    | Italia (bandiera) | C     | Andrea Fantini      |
|    | Italia (bandiera) | C     | Alessio Floridi     |

| N. |                   | Ruolo | Calciatore                  |
| -- | ----------------- | ----- | --------------------------- |
|    | Italia (bandiera) | C     | Valerio Fommei              |
|    | Italia (bandiera) | A     | Walter Lapini               |
|    | Italia (bandiera) | C     | Mirko Magnelli              |
|    | Italia (bandiera) | A     | Daniele Mariani             |
|    | Italia (bandiera) | P     | Massimiliano Paoli          |
|    | Italia (bandiera) | P     | Giampaolo Pinna             |
|    | Italia (bandiera) | A     | Francesco Antonio Pisicchio |
|    | Italia (bandiera) | A     | Paolo Pupita                |
|    | Italia (bandiera) | C     | Luigi Rocca                 |
|    | Italia (bandiera) | D     | Andrea Rocchigiani          |
|    | Italia (bandiera) | C     | Luigi Sacchi                |
|    | Italia (bandiera) | P     | Riccardo Turetta            |

## Risultati

### Campionato

#### Girone di andata
| 30 agosto 1992 1ª giornata | Siena | 0 – 0 | Vicenza |  |

| 6 settembre 1992 2ª giornata | Palazzolo | 0 – 1 | Siena |  |

| 13 settembre 1992 3ª giornata | Siena | 0 – 1 | Ravenna |  |

| 20 settembre 1992 4ª giornata | Siena | 0 – 0 | Spezia |  |

| 27 settembre 1992 5ª giornata | Alessandria | 0 – 0 | Siena |  |

| 4 ottobre 1992 6ª giornata | Siena | 1 – 0 | Vis Pesaro |  |

| 18 ottobre 1992 7ª giornata | Massese | 1 – 0 | Siena |  |

| 25 ottobre 1992 8ª giornata | Siena | 1 – 2 | Chievo |  |

| 1º novembre 1992 9ª giornata | Carrarese | 0 – 0 | Siena |  |

| 8 novembre 1992 10ª giornata | Siena | 0 – 0 | Empoli |  |

| 15 novembre 1992 11ª giornata | Sambenedettese | 1 – 0 | Siena |  |

| 22 novembre 1992 12ª giornata | Como | 0 – 0 | Siena |  |

| 29 novembre 1992 13ª giornata | Siena | 0 – 0 | Arezzo |  |

| 16 dicembre 1992 14ª giornata | Pro Sesto | 0 – 0 | Siena |  |

| 13 dicembre 1992 15ª giornata | Siena | 0 – 0 | Carpi |  |

| 20 dicembre 1992 16ª giornata | Leffe | 1 – 0 | Siena |  |

| 27 dicembre 1992 17ª giornata | Siena | 0 – 0 | Triestina |  |

#### Girone di ritorno
| 24 gennaio 1993 18ª giornata | Vicenza | 3 – 1 | Siena |  |

| 31 gennaio 1993 19ª giornata | Siena | 0 – 1 | Palazzolo |  |

| 7 febbraio 1993 20ª giornata | Ravenna | 1 – 0 | Siena |  |

| 14 febbraio 1993 21ª giornata | Spezia | 1 – 2 | Siena |  |

| 21 febbraio 1993 22ª giornata | Siena | 1 – 1 | Alessandria |  |

| 7 marzo 1993 23ª giornata | Vis Pesaro | 3 – 1 | Siena |  |

| 14 marzo 1993 24ª giornata | Siena | 2 – 0 | Massese |  |

| 21 marzo 1993 25ª giornata | Chievo | 0 – 0 | Siena |  |

| 28 marzo 1993 26ª giornata | Siena | 2 – 1 | Carrarese |  |

| 4 aprile 1993 27ª giornata | Empoli | 1 – 0 | Siena |  |

| 18 aprile 1993 28ª giornata | Siena | 0 – 0 | Sambenedettese |  |

| 25 aprile 1993 29ª giornata | Siena | 1 – 1 | Como |  |

| 2 maggio 1993 30ª giornata | Arezzo | – non disputata | Siena |  |

| 9 maggio 1993 31ª giornata | Siena | 1 – 2 | Pro Sesto |  |

| 16 maggio 1993 32ª giornata | Carpi | 3 – 3 | Siena |  |

| 23 maggio 1993 33ª giornata | Siena | 0 – 1 | Leffe |  |

| 30 maggio 1993 34ª giornata | Triestina | 1 – 0 | Siena |  |